# أنطونيو دوناروما
ولد أنطونيو دوناروما (بالإيطالية:  Antonio Donnarumma)‏ في 7 يوليو 1990، هو لاعب كرة قدم إيطالي يلعب في مركز حراسة المرمى وهو الشقيق الأكبر لحارس إيه سي ميلان السابق جانلويجي دوناروما.

## المسيرة المهنية
عاش أنطونيو طفولته في سانتا ماريا حتى بلغ سن الخامسة عشرة، ثم انتقل حينها لأكاديمية كرة القدم التابعة لنادي نابولي قبل أن يلتحق بمركز التدريبات في إيه سي ميلان حيث شارك مع كل الفرق الرديفة التابعة لنادي الروسينيري؛ كما تمت المناداة عليه كحارس احتياطي في تشكيلة الفريق الأول في بعض المناسبات، لكنه لم يخض مع هذا الفريق أي مباراة رسمية منذ سنة 2008.
قام نادي ميلان بإعارة الحارس دوناروما في الموسم الكروي 2010–2011 لنادي بياتشينزا الذي صعد حينها لدوري الدرجة الثانية؛ حيث شارك معه في بعض المباريات فقط، في الموسم الموالي تمت إعارته مجددا لكن هذه المرة لنادي غوببو حيث تألق هناك وشارك في 39 مباراة كحارس أول.
غادر فريقه ميلان بصفة نهائية سنة 2012، والتحق بالنادي الإيطالي الآخر جنوى؛ حيث شارك معه في مباراة واحدة طوال موسمين كاملين مما دفع بالفريق لإعارته لنادي باري الذي ينشط في دوري الدرجة الثانية الإيطالي.
في صيف 2016، وبعد انقضاء موسم كامل بدون مشاركة؛ قرر الحارس الإيطالي الالتحاق بنادي أستيراس تريبوليس في اليونان في عقد يمتد لثلاث سنوات كاملة، لكنه سرعان ما عاد لفريقه الأول ميلان وذلك في صيف 2017 حيث بات هو الحارس الثالث للفريق بعد كل من الحارس الرسمي جانلويجي والحارس الثاني ماركو ستوراري.

## إحصائيات
تم التحديث في 10 أبريل 2017
| الفريق           | الموسم        | الدوري المحلي | الدوري المحلي | الكأس المحلية | الكأس المحلية | المسابقات الأوروبية1 | المسابقات الأوروبية1 | دوريات أخرى2  | دوريات أخرى2 | المجموع       | المجموع     |
| الفريق           | الموسم        | عدد المباريات | عدد الأهداف   | عدد المباريات | عدد الأهداف   | عدد المباريات        | عدد الأهداف          | عدد المباريات | عدد الأهداف  | عدد المباريات | عدد الأهداف |
| ---------------- | ------------- | ------------- | ------------- | ------------- | ------------- | -------------------- | -------------------- | ------------- | ------------ | ------------- | ----------- |
| إيه سي ميلان     | 2009–10       | 0             | 0             | 0             | 0             | 0                    | 0                    | –             | –            | 0             | 0           |
| بياتشينزا        | 2010–11       | 2             | 0             | 2             | 0             | –                    | –                    | 1             | 0            | 5             | 0           |
| غوبيو            | 2011–12       | 37            | 0             | 2             | 0             | –                    | –                    | –             | –            | 39            | 0           |
| جنوى             | 2012–13       | 1             | 0             | 0             | 0             | –                    | –                    | –             | –            | 1             | 0           |
| جنوى             | 2013–14       | 0             | 0             | 0             | 0             | –                    | –                    | –             | –            | 0             | 0           |
| باري             | 2014–15       | 25            | 0             | 2             | 0             | –                    | –                    | –             | –            | 27            | 0           |
| جنوى             | 2015–16       | 0             | 0             | 0             | 0             | –                    | –                    | –             | –            | 0             | 0           |
| أستيراس تريبوليس | 2016–17       | 21            | 0             | 2             | 0             | –                    | –                    | –             | –            | 23            | 0           |
| المسيرة كاملة    | المسيرة كاملة | 86            | 0             | 8             | 0             | 0                    | 0                    | 1             | 0            | 95            | 0           |

1
المسابقات الأوروبية تتضمن دوري أبطال أوروبا والدوري الأوروبي.

2
مسابقات أخرى من ضمنها دوري الدرجة الثانية الإيطالي.

## ألقاب
فاز مع فريق الشباب التابع لنادي إيه سي ميلان بكأس إيطاليا للشباب سنة 2010.

## روابط خارجية
- أنطونيو دوناروما على موقع قاعدة بيانات كرة القدم.إي يو (الإنجليزية)
- أنطونيو دوناروما على موقع بيانات كرة القدم. دي إي (الألمانية)
- أنطونيو دوناروما على موقع ليكيب (الفرنسية)
- أنطونيو دوناروما على موقع Soccerway.com (الإنجليزية)
- أنطونيو دوناروما على موقع عالم كرة القدم.نت (الإنجليزية)
- أنطونيو دوناروما على موقع AS.com (الإسبانية)